# Via Lemovicensis
Voie limousine - Voie de Vézelay
La via Lemovicensis (ou voie limousine ou voie de Vézelay) est le nom latin d'un des quatre chemins de France du pèlerinage de Saint-Jacques-de-Compostelle. Elle passe par Limoges, d'où son nom, mais son lieu de rassemblement et de départ est la basilique Sainte-Marie-Madeleine de Vézelay (Yonne). Elle traverse le pays d'étape en étape jusqu'au village basque de Saint Palais, où elle fusionne d'abord avec la via Turonensis, puis 3 km plus loin avec la Via Podiensis, à la stèle de Gibraltar (Xibaltarreko hilarria en basque), à Uhart-Mixe, juste avant d'arriver à Ostabat.
Les trois chemins prennent alors le nom de Camino navarro et se prolongent jusqu'à Puente la Reina en Espagne, après le passage des Pyrénées et de la frontière par le col de Bentarte ou par Luzaide, en amont du col de Roncevaux. Ils y retrouvent le Camino aragonés, prolongement espagnol de la via Tolosane, quatrième chemin venant de France. L'ensemble de ces quatre voies principales devient alors le Camino francés qui conduit jusqu'à Saint-Jacques-de-Compostelle en Galice.
L'itinéraire principal de la via Lemovicensis passe, dans sa première section, au nord par Bourges et par Châteauroux. Il existe une variante au sud qui passe par Nevers et par Neuvy-Saint-Sépulchre. Les deux options s'offrent dès le départ de Vézelay. Elles se rejoignent à Éguzon.

## Historique et contexte des chemins de Compostelle

### Le Codex Calixtinius d'Aimery Picaud

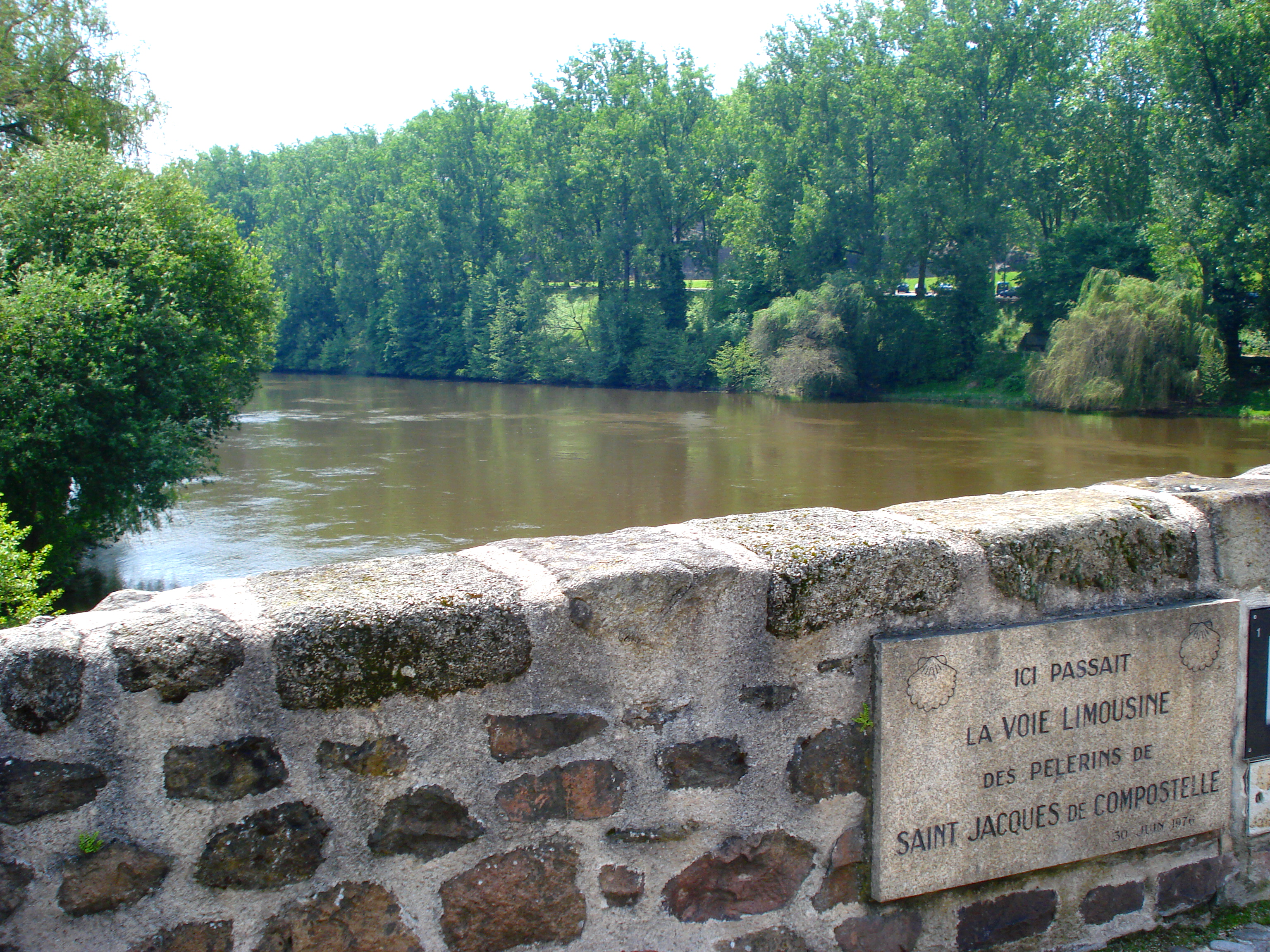
Limoges, Pont Saint-Étienne sur la Vienne, où passaient les pèlerins.

D’après le Chapitre Premier du Guide du Pèlerin d’Aimery Picaud, quatre routes mènent à Saint-Jacques-de-Compostelle :
- la via Turonensis, au départ de Paris, en passant par Tours
- la via Lemovicensis, au départ de Vézelay, en passant par Limoges
- la via Podiensis, au départ du Puy-en-Velay, en passant par Cahors
- la via Tolosana, au départ d'Arles, en passant par Toulouse

Les trois premières voies se réunissent en amont d'Ostabat au carrefour de Gibraltar, puis traversent les Pyrénées par le col de Roncevaux en prenant le nom de Camino navarro. Elles rencontrent à Puente la Reina, en territoire espagnol, la quatrième voie qui a franchi les Pyrénées plus à l'est par le col du Somport. De là, un itinéraire principal conduit à Saint-Jacques : le Camino francés. 
Les renseignements du Guide du Pèlerin sont bien sommaires ; à chacun de faire son chemin. De nos jours, le balisage permet une meilleure préparation du voyage.
Venus de Belgique, des Ardennes, de Lorraine ou de Champagne, les pèlerins de Saint-Jacques-de-Compostelle, également appelés jacquets, qui avaient choisi la via Lemovicensis se rassemblaient en Bourgogne, autour des splendeurs romanes de la Madeleine de Vézelay.

### Description générale
Rassemblés à Saint-Père ou à Asquins, les pèlerins avaient alors le choix entre deux itinéraires : 
- par La Charité-sur-Loire, Bourges et Châteauroux,
- par Nevers, Saint-Pierre-le-Moûtier et Neuvy-Saint-Sépulchre.

Par Nevers ou par Bourges, la via Lemovicensis entrait en Limousin, dont elle porte le nom, pour atteindre le célèbre sanctuaire de Saint-Léonard, cher à Aimery Picaud. 
Après Périgueux, une fois franchies Dordogne et Garonne, la traversée tant redoutée des Landes de Gascogne était relativement brève par ce chemin, qui rejoignait la via Turonensis et la via Podiensis au carrefour de Gibraltar près d'Ostabat.

## Le chemin principal par Bourges
L'itinéraire dit « historique » de la via Lemovicensis est actualisé par l'Association des Amis de Saint-Jacques de la Voie de Vézelay et rejoint la via Podiensis à Ostabat ; il existe également une variante plus sinueuse sous forme de Grande Randonnée (GR 654) qui, long d'environ 1 750 kilomètres, part de Namur en Belgique et rejoint le GR 65 (via Podiensis) à Montréal-du-Gers.  

### Yonne

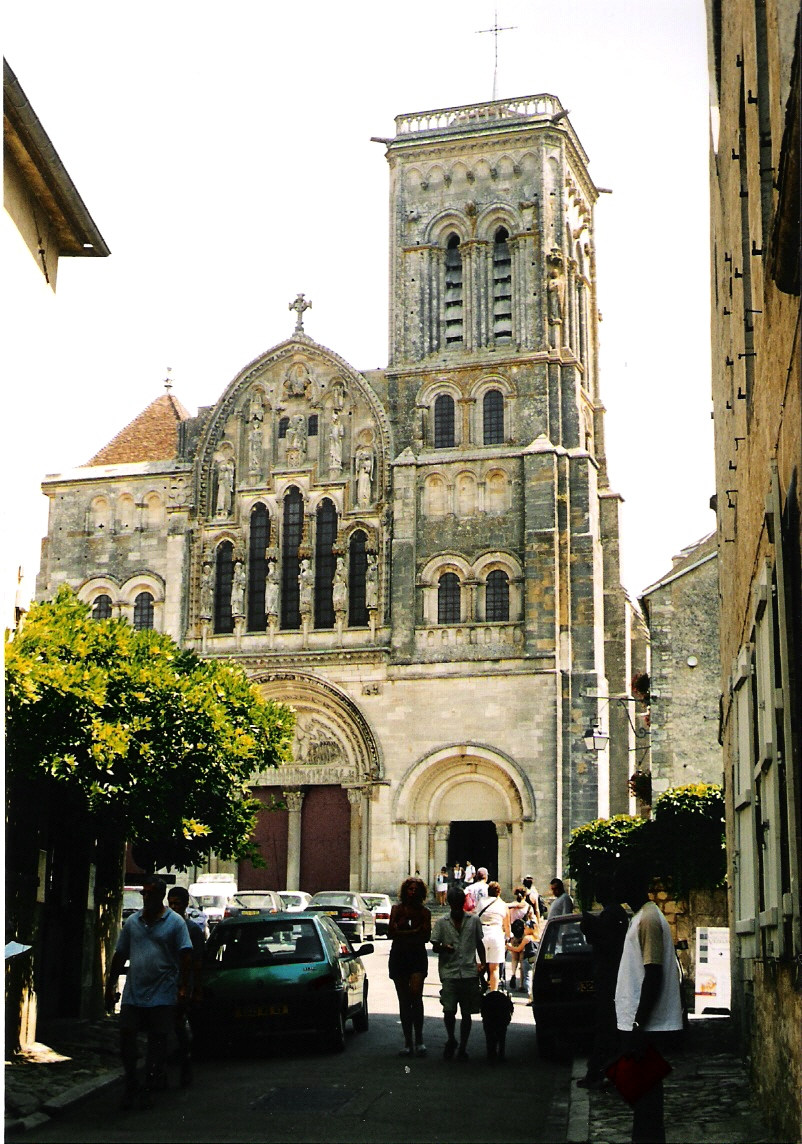
Abbaye de Vézelay, point de départ.

- Vézelay et son abbaye de la Madeleine, point de départ de la Via Lemovicensis
- Chamoux

### Nièvre
- La Maison-Dieu
- Asnois
- Tannay
- Cervenon et Thurigny
- Cuncy-lès-Varzy
- Varzy et l’église Saint-Pierre
- Champlemy
- Châteauneuf-Val-de-Bargis
- Arbourse
- Murlin
- Raveau
- La Charité-sur-Loire, fille aînée de celle de Cluny, et son abbatiale Notre-Dame de La Charité-sur-Loire

### Cher
- La Chapelle-Montlinard
- Saint-Martin-des-Champs
- Sancergues
- Charentonnay
- Couy
- Gron
- Brécy
- Sainte-Solange

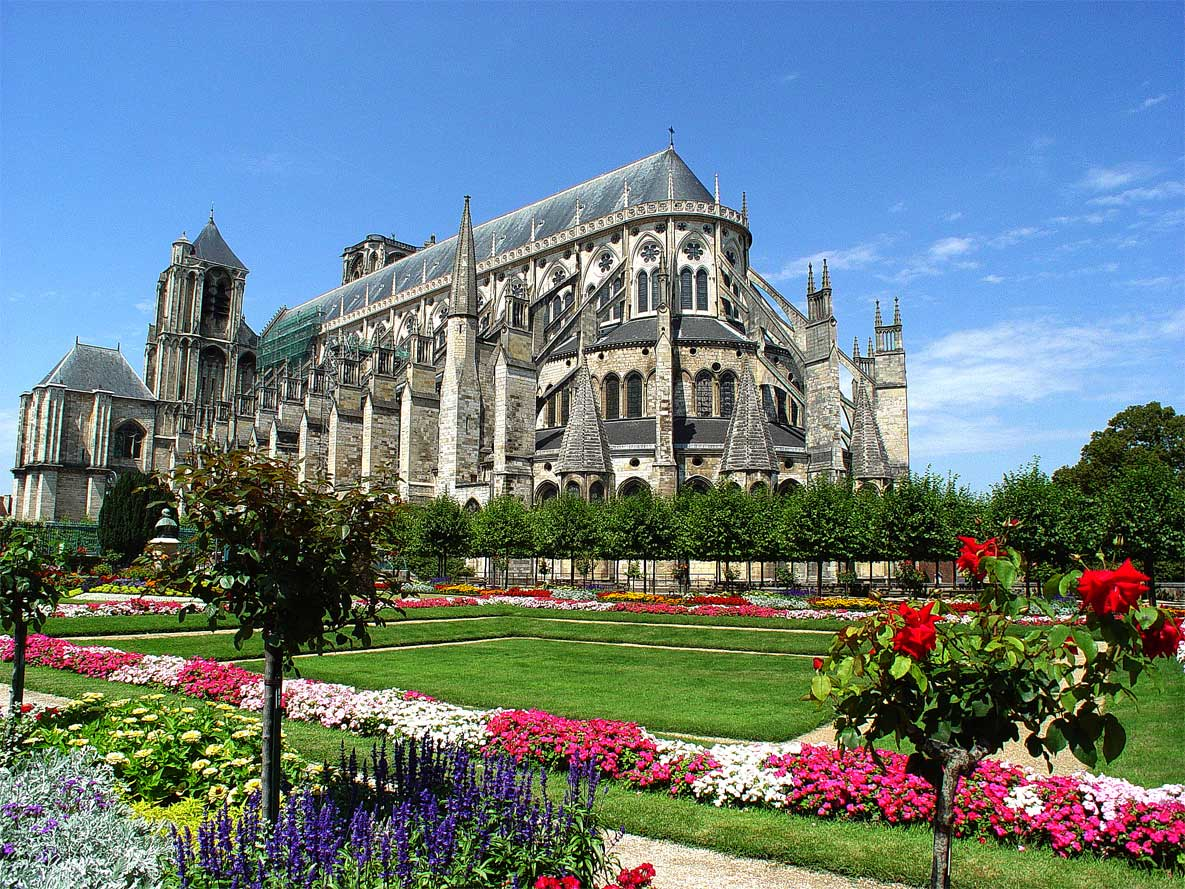
La cathédrale Saint-Étienne de Bourges.

- Bourges, la cathédrale Saint-Étienne, l’hôtel de Jacques Cœur.
- La Chapelle-Saint-Ursin
- Morthomiers
- Villeneuve-sur-Cher
- Chârost

### Indre

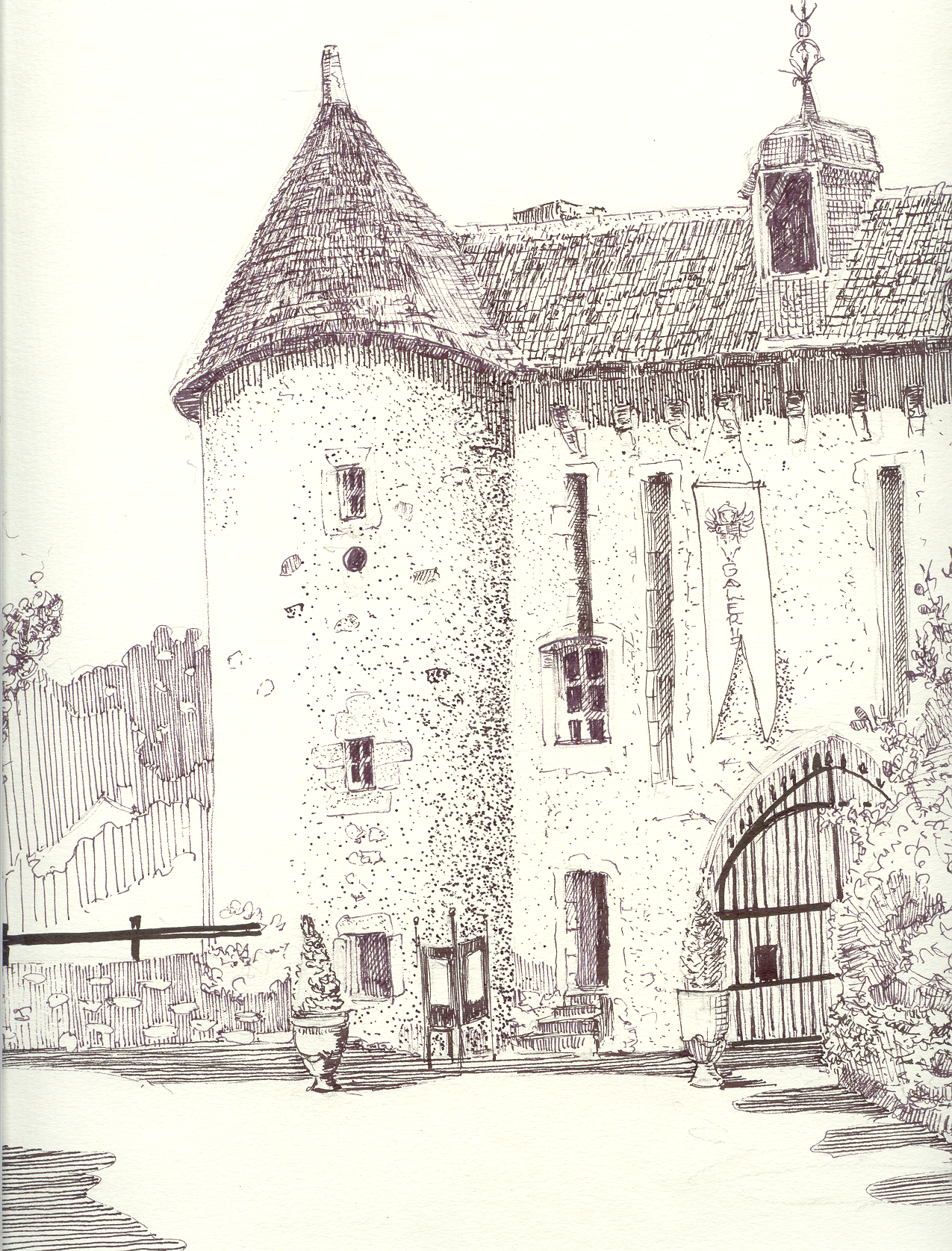
Château de la Gargilesse.

- Issoudun, et la collégiale Saint-Cyr.
- Déols, l'abbaye clunisienne Notre-Dame de Déols.
- Châteauroux, l'église des Cordeliers et l'église Saint-Martial
- Velles
- Argenton-sur-Creuse, la Chapelle Notre-Dame-des-Bancs, aujourd'hui chapelle de la Bonne-Dame
- Gargilesse-Dampierre, l’église Notre-Dame
- Cuzion
- Éguzon-Chantôme, l'église d'Argentière

### Creuse
- Crozant et son château
- La Chapelle-Baloue

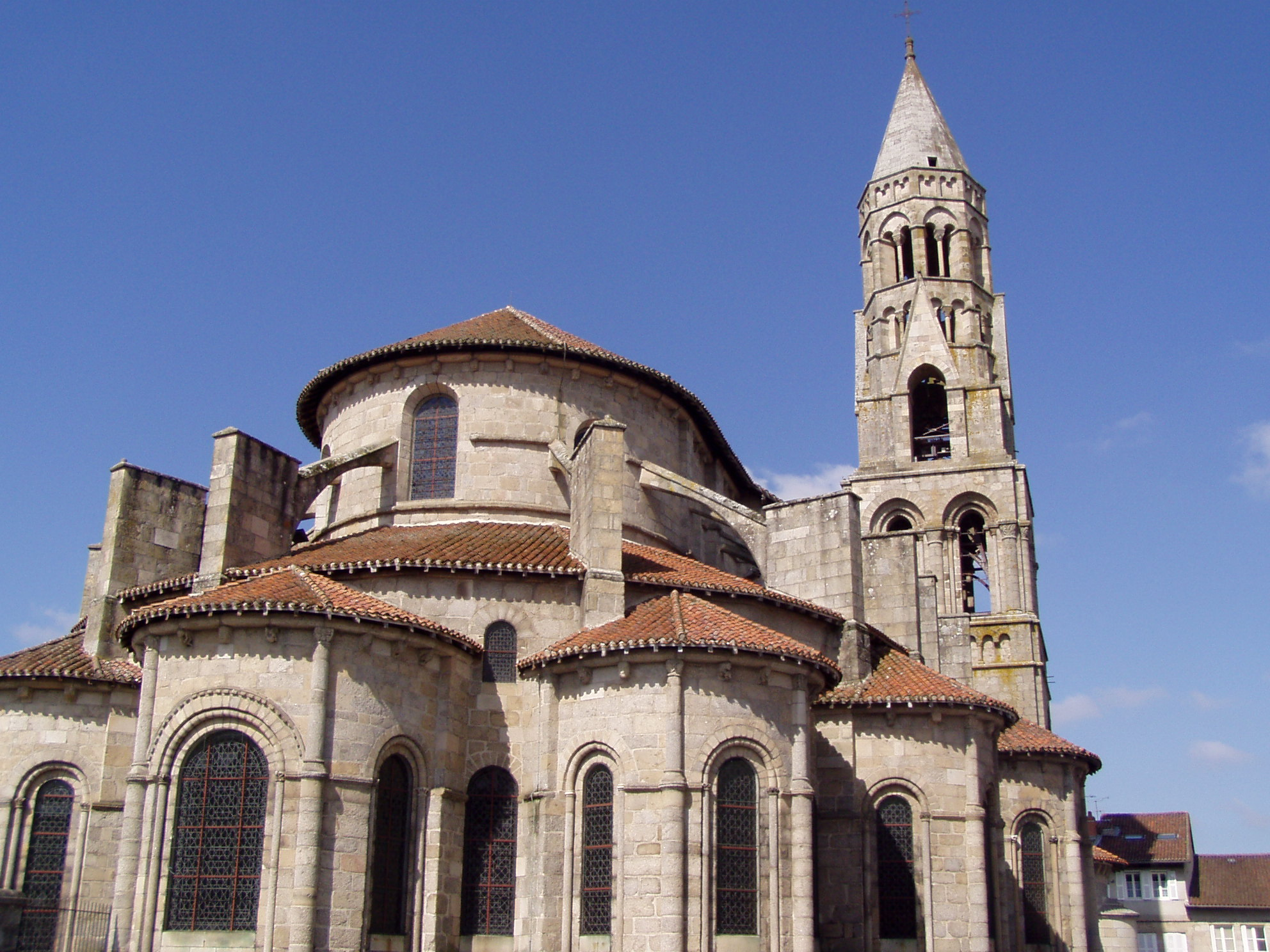
Collégiale de Saint-Léonard de Noblat.

- Lourioux (Commune de Saint-Germain-Beaupré)
- La Maisonbraud (Commune de Saint-Germain-Beaupré)
- Saint-Germain-Beaupré
- Saint-Agnant-de-Versillat
- Les Chassagnes (Commune de Saint-Agnant-de-Versillat)
- Bousseresse (Commune de La Souterraine)
- La Souterraine
- Saint-Priest-la-Feuille
- La Rebeyrolle (Commune de Saint-Priest-la-Feuille)
- Saint-Pierre-de-Fursac et Saint-Étienne-de-Fursac
- Le Grand Neyrat (Le Grand Nérat commune de Chamborand)
- Bénévent-l'Abbaye
- Marsac
- Les Rorgues (commune de Marsac)
- Arrènes
- Saint-Goussaud
- Redondessagne (Commune de Saint-Goussaud)
- Millemilange (Commune de Saint-Goussaud)
- Châtelus-le-Marcheix

### Haute-Vienne
- Les Billanges
- Saint-Laurent-les-Églises
- Le Châtenet-en-Dognon
- Lajoumard

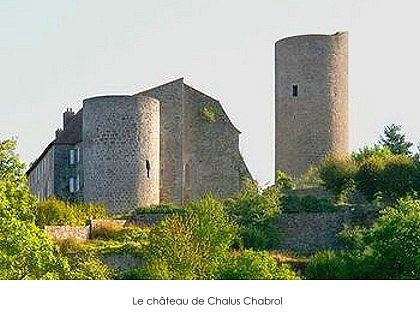
Château de Châlus-Chabrol.

- Saint-Léonard-de-Noblat et la collégiale Saint-Léonard
- La Chapelle
- Feytiat
- Limoges : qui a donné son nom à ce chemin avec sa cathédrale Saint-Étienne
- Aixe-sur-Vienne
- Saint-Martin-le-Vieux
- Flavignac église et trésor
- Les Cars
- Châlus et ses châteaux : Châlus-Chabrol et Châlus-Maulmont

### Dordogne

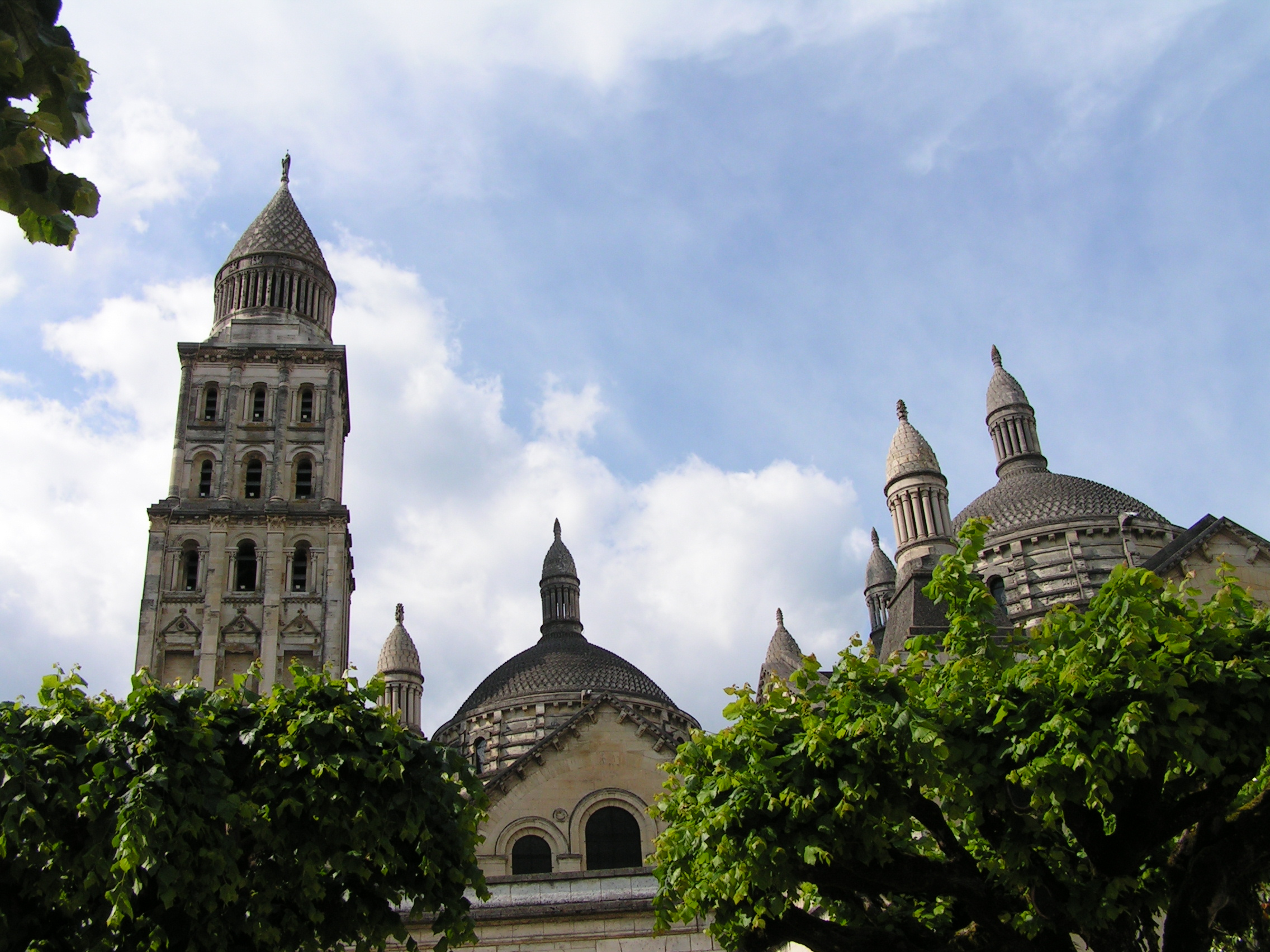
La cathédrale Saint-Front de Périgueux.

- La Coquille, qui doit son nom à ce chemin
- Chalais
- Thiviers et son église Notre-Dame
- Saint-Jean-de-Côle, et l'église Saint-Jean-Baptiste
- Brantôme et son abbaye
- Sorges, l’église Saint Germain
- Cornille
- Périgueux et sa cathédrale Saint-Front
- Chancelade et son abbaye
- Campsegret
- Lembras et l’église Saint-Jean Baptiste
- Bergerac, l’église Saint-Jacques
- Saint-Laurent-des-Vignes et l’église Saint Martin
- Sigoulès, l’église dédiée à saint Jacques
- Eymet et sa bastide

### Lot-et-Garonne
- La Sauvetat-du-Dropt
- Duras et son château des ducs

### Gironde
- Sainte-Foy-la-Grande
- Pellegrue
- Saint-Ferme
- Monségur, bastide du XIIIe siècle.
- Roquebrune
- Saint-Hilaire-de-la-Noaille
- La Réole, l’église Saint-Pierre
- Floudès
- Puybarban
- Pondaurat
- Savignac
- Auros

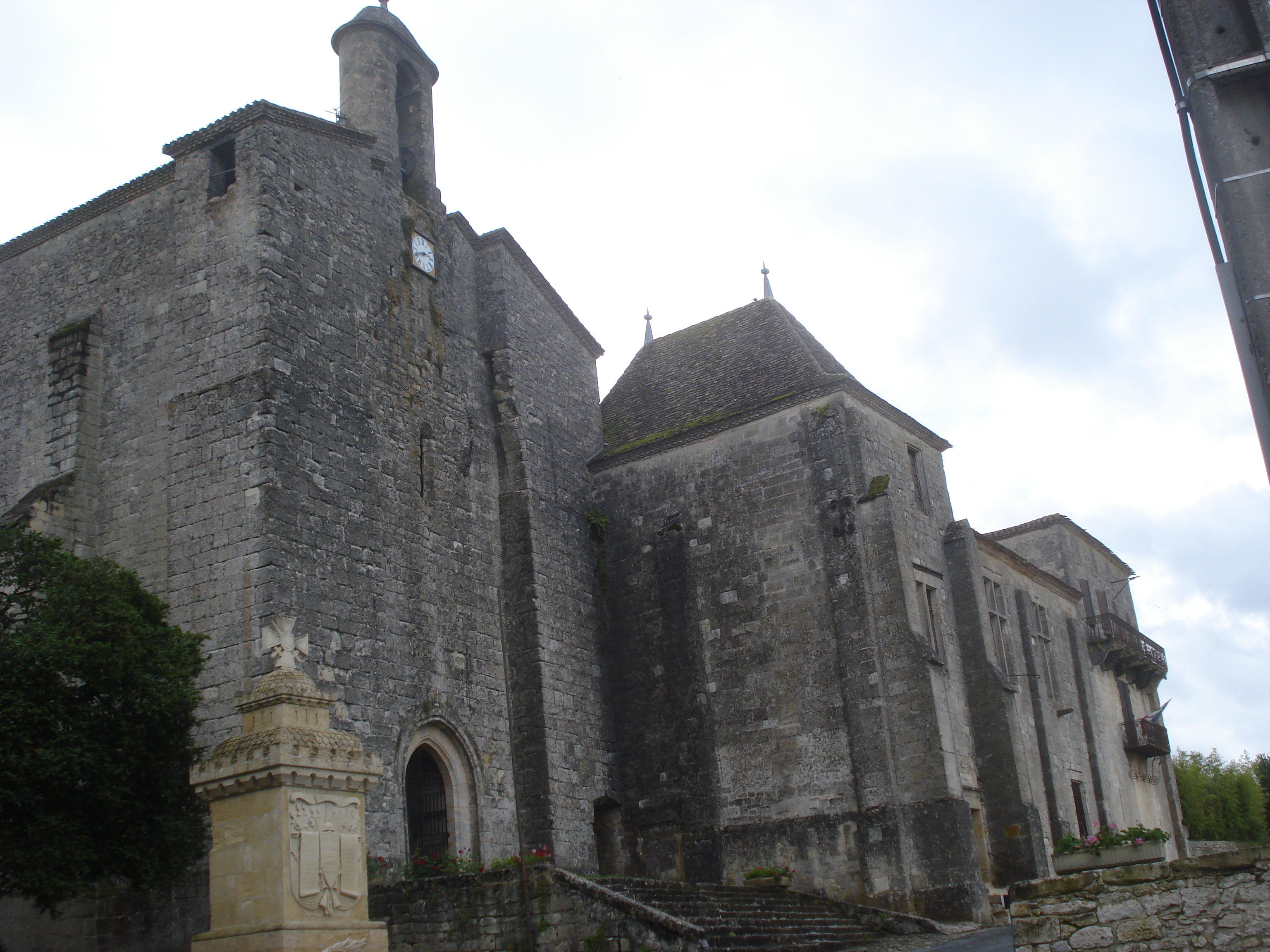
Église et abbaye de Saint-Ferme.

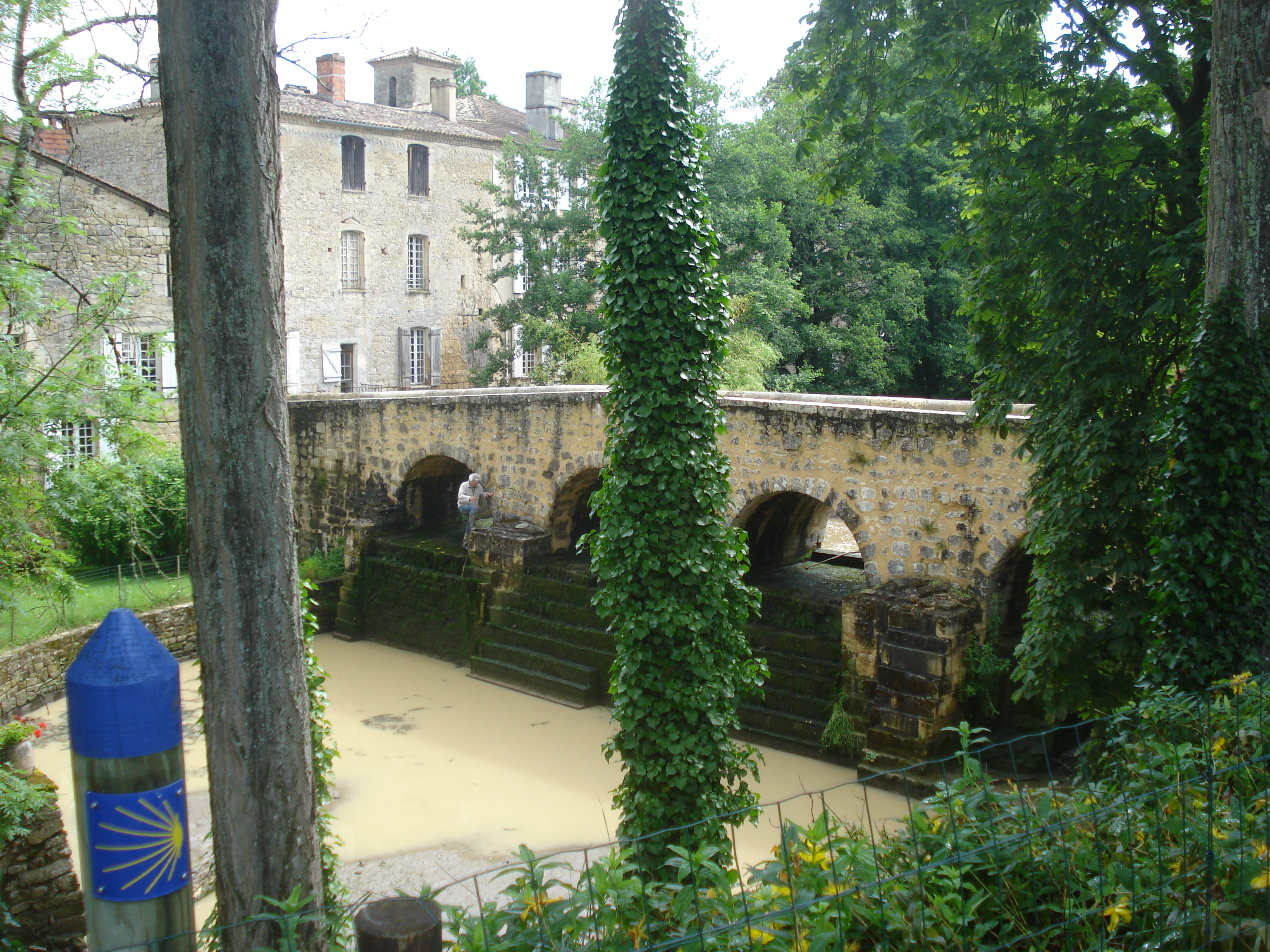
Balisage du chemin de Compostelle au pont de Pondaurat.

- Bazas, la cathédrale gothique Saint-Jean-Baptiste
- Cudos
- Bernos-Beaulac
- Captieux

### Landes

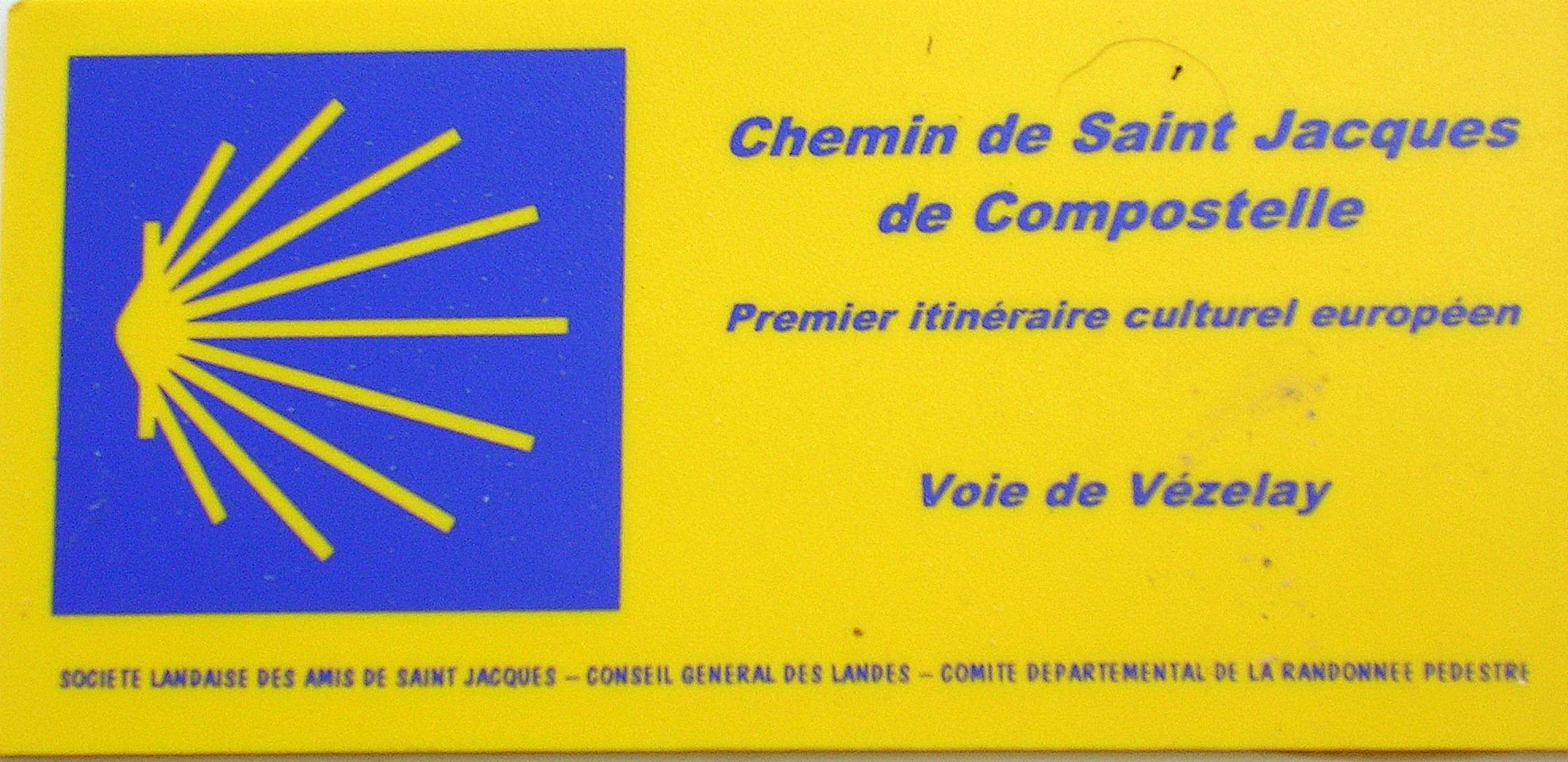
Itinéraire balisé dans les Landes.

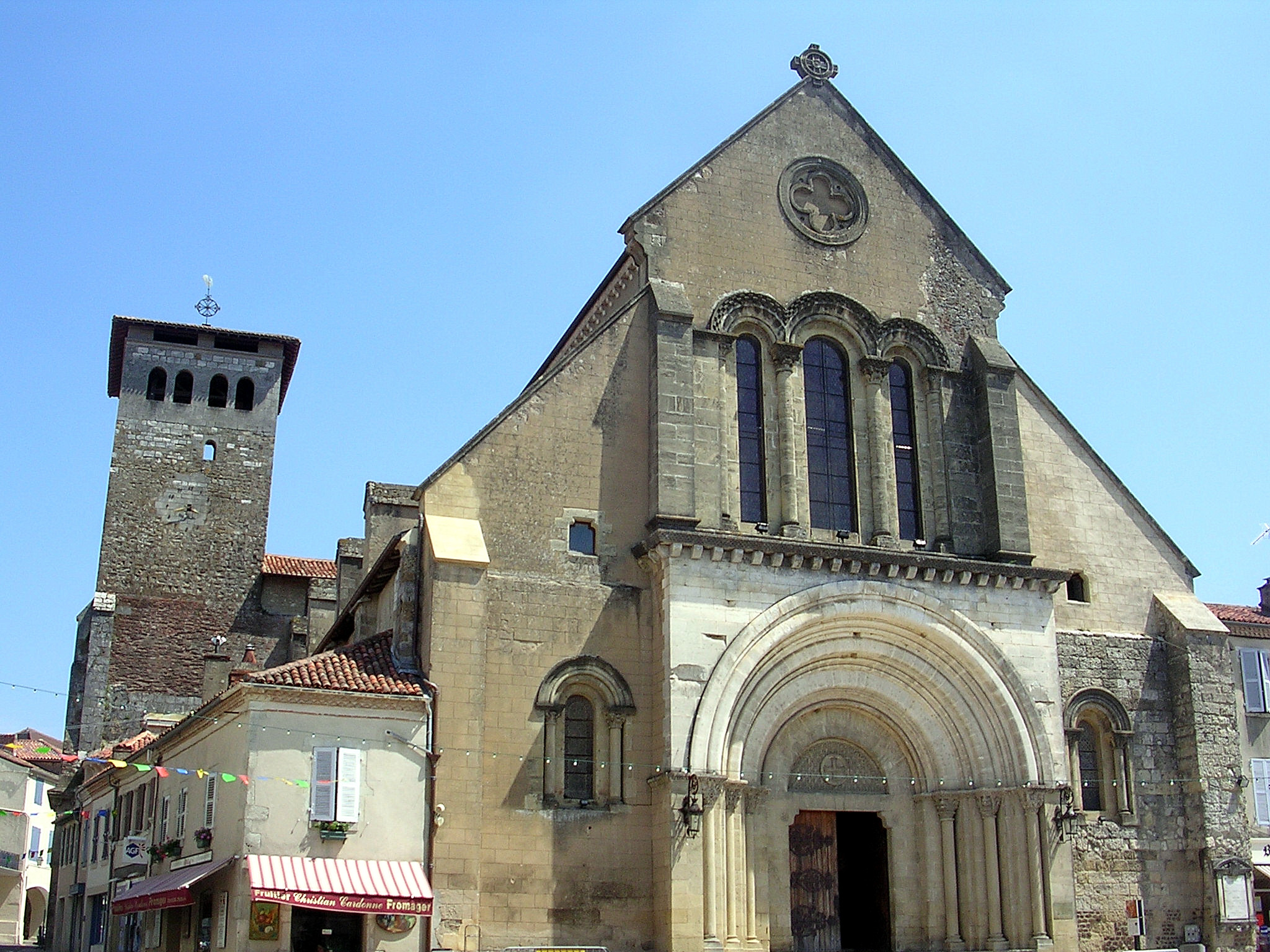
Abbaye de Saint-Sever.

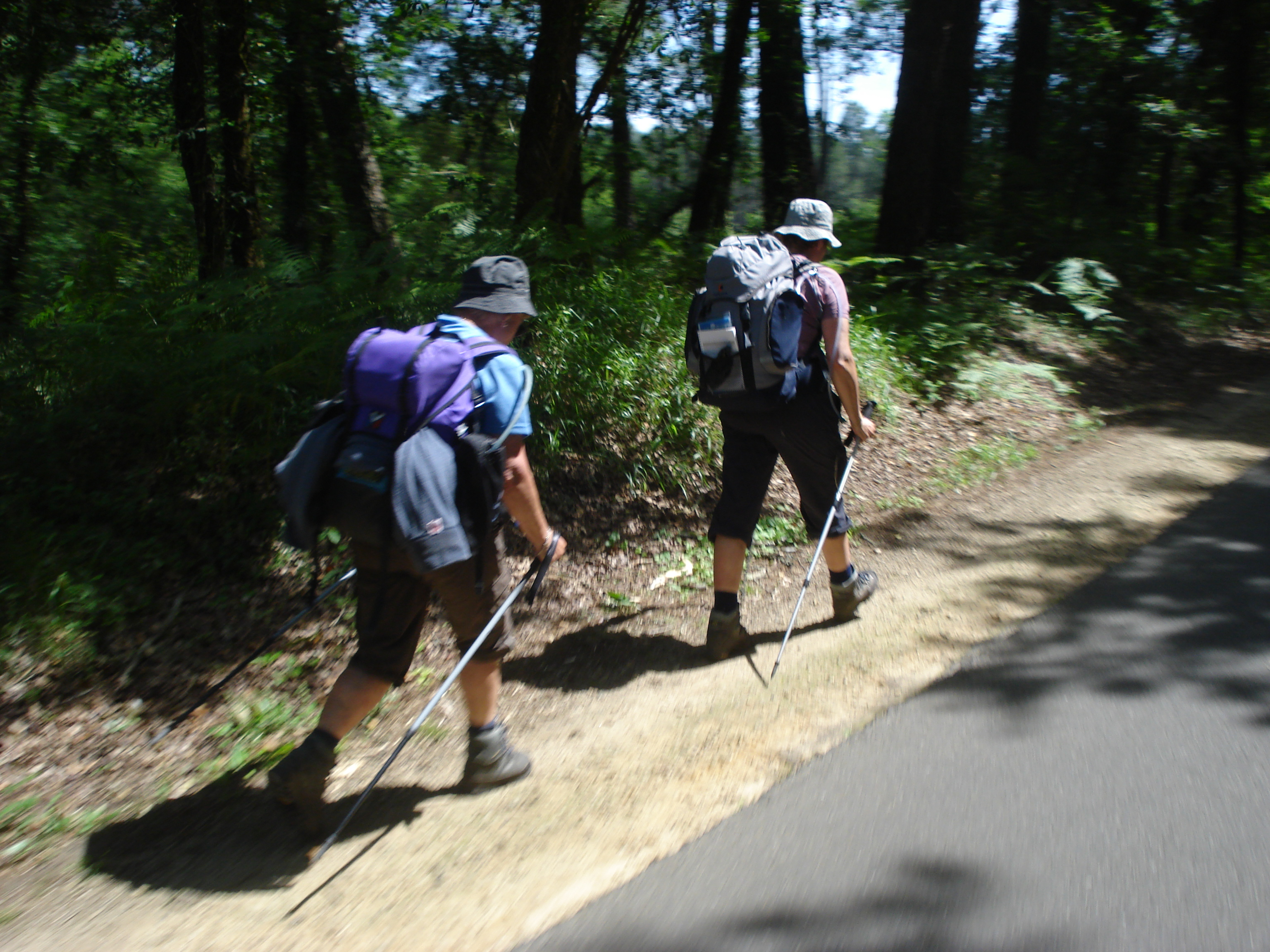
Pèlerins près de Bougue.

- Retjons, chapelle de Lugaut avec fresques du XIIIe siècle. Borne des 1000 km de Saint Jacques
- Roquefort, l'Église Sainte-Marie du XIIe siècle
- Bostens, l’église Sancta Maria de Balesteno du XIIe siècle
- Gaillères
- Bougue, l'église Saint-Candide
- Mont-de-Marsan, le prieuré de La Madeleine
- Saint Pierre-du-Mont et son prieuré (église paroissiale de Saint-Pierre-du-Mont)
- Benquet, son église de Saint-Christau du XIe siècle et son église Saint-Jean-Baptiste de 1885
- Saint-Sever, son église abbatiale (UNESCO), le couvent des Jacobins, actuel musée de la ville.
- Audignon et sa remarquable église romane classée Sainte Marie
- Horsarrieu, église Saint-Martin d'Horsarrieu
- Hagetmau et la crypte de Saint-Girons du XIIe siècle, joyau de l'art roman
- Labastide-Chalosse
- Argelos
- Beyries

Variante entre Bazas et Mont-de-Marsan
- Bazas
- Lencouacq et les restes de la Commanderie hospitalière de Bessaut (XIIIe siècle)
- Cachen
- Maillères
- Canenx-et-Réaut
- Lucbardez-et-Bargues
- Saint-Avit
- Mont-de-Marsan, puis poursuite de l'itinéraire ci-dessus jusqu'à Beyries

### Pyrénées-Atlantiques
- Sault-de-Navailles
- Sallespisse

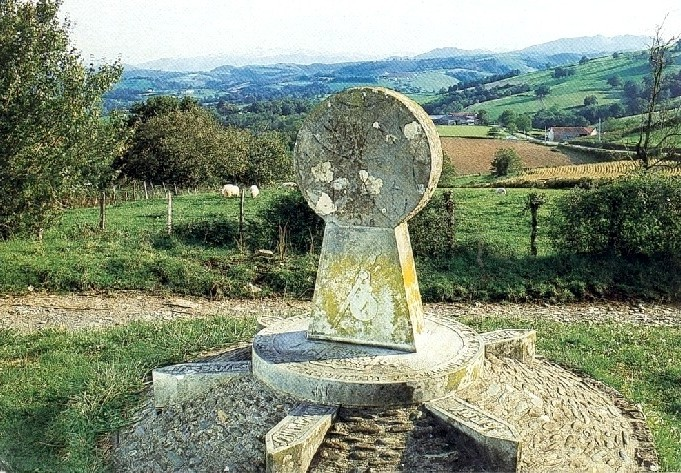
Ostabat, la croix de Gibraltar, fin de la via Lemovicensis.

- Orthez, son pont médiéval sur le gave de Pau, ancienne jonction des voies principales (rue Saint-Gilles à l'est, de l'ancien hôpital Saint-Gilles-du-Gard), l’église Saint-Pierre, l'hôtel médiéval de la Lune (aujourd'hui halte jacquaire), l'ancien hôpital Saint-Loup et Nosta-Dauna de Cap-de-Pont, disparus, dédiés aux pèlerins.
- Lanneplaà
- L'Hôpital-d'Orion
- Sauveterre-de-Béarn, l'église Saint-André et son pont de légende.
- Ostabat. A Ostabat, la Via Lemovicensis (Vézelay, Limoges) rencontre les Vias Podiensis (Le Puy) et Turonensis (Paris, Tours) au niveau du Carrefour de Gibraltar. Les trois chemins n'en font alors plus qu'un seul, qui garde le nom de Turonensis. La Via Lemovicensis à proprement parler prend donc fin ici, et le chemin commun continue comme suit :

- Arros
- Saint Jean-le-Vieux
- Saint-Jean-Pied-de-Port
- puis traversée de la frontière espagnole au port de Cize ou col de Roncevaux, au niveau de Puerto Ibañeta.

À partir de là, et même depuis l'entrée en Basse-Navarre, le chemin continue en Espagne sous le nom de Camino navarro jusqu'à Puente la Reina. 
C’est ensuite à Puente la Reina que la quatrième voie, la tolosane (Arles, Toulouse), qui traverse la frontière espagnole par le col du Somport, le rejoint et que les deux chemins fusionnent.
Les quatre chemins partis de France n'en font alors plus qu'un et la route vers Santiago continue sous le nom de Camino Francés.

## La variante par Nevers

### Yonne
- Vézelay
- Pierre-Perthuis, sur la Cure, les pèlerins pouvaient entendre la messe dans l'ancienne chapelle du château du bourg

### Nièvre

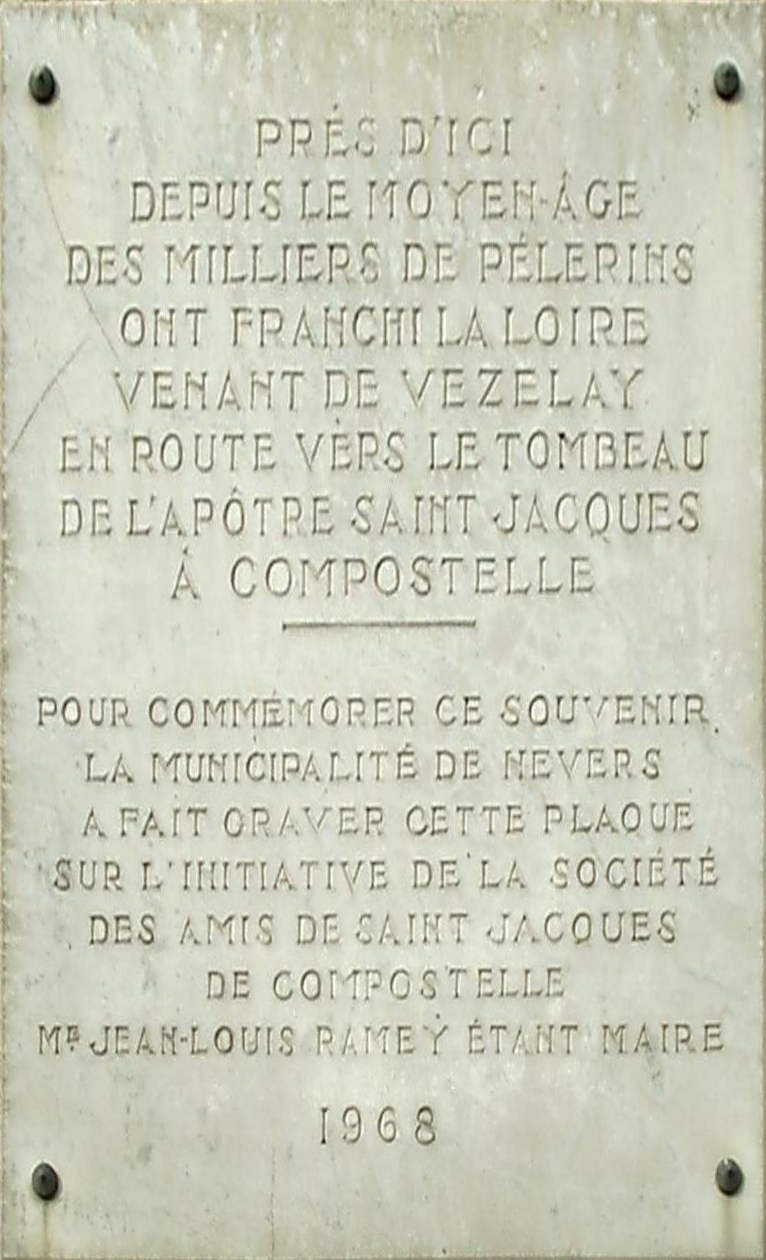
Plaque commémorant la traversée de la Loire à Nevers par les pèlerins.

- Bazoches et sa chapelle Saint-Roch
- Lormes
- Corbigny et son abbaye bénédictine Saint-Léonard
- Saint-Révérien et son église Saint-Revérien
- Prémery
- Raveau, église Saint-Gilles, XIe siècle
- Nevers, la cathédrale Saint-Cyr-et-Sainte-Julitte, l'église Saint-Étienne, le couvent Saint-Gildard, et le palais ducal
- Saint-Pierre-le-Moûtier et son église prieurale

### Département de l'Allier
- Lurcy-Lévis

### Cher
- Charenton-du-Cher
- Saint-Amand-Montrond, l'église Saint-Amand
- Bruère-Allichamps, son prieuré et l'abbaye de Noirlac (1136)
- Meillant, son château
- Le Châtelet et l'église abbatiale de Puyferrand
- Châteaumeillant et son église bénédictine Saint Genès

### Indre
- La Châtre
- Nohant-Vic, la maison de George Sand, et les fresques romanes de l’église de Vic.
- Neuvy-Saint-Sépulchre et son église du Saint-Sépulcre
- Cluis et son église Saint Étienne-Saint-Paxent
- puis reprise du chemin principal à Éguzon-Chantôme